# Uwe Bein
Uwe Bein, nemški nogometaš, * 26. september 1960, Heringen, Zahodna Nemčija.
Za nemško reprezentanco je odigral 17 uradnih tekem in dosegel tri gole.